# Тополь катаяна
Тополь катаяна (лат. Populus cathayana) — вид лиственных деревьев из рода Тополь семейства Ивовые (Salicaceae), произрастающий на территории Китая,

## Распространение
Естественным образом дерево распространено в Китае, встречается на территории Ганьсу, Хэбэй, Ляонин, Цинхай, Шэньси, Шаньси, Сычуань, Юньнань, Чжэцзян, Внутренней Монголии. Вид интродуцирован в Корее.
Произрастает в долинах, по берегам рек, на высотах от 800 до 3000 метров над уровнем моря.

## Ботаническое описание
Деревья до 30 м высотой с широкой яйцевидной формы кроной. 
Молодые ветви оливково-зелёные, с возрастом становятся оранжевыми или серовато-жёлтыми, иногда угловатые, голые. 
Почки красновато-коричневые или желтовато-коричневые, длинно-конические, голые, липкие. 
Листья на коротких веточках мелкие и голые. Листовые пластинки яйцевидной, эллиптически-яйцевидной или, эллиптической формы, размерами (от 4,5) 5—10 на 3,5—7 (до 8,5), наибольшая ширина ниже середины. Оборот лита зеленовато-белесый, верх ярко-зелёный. Основание листовой пластинки может быть округлое, реже сердцевидное или широко-клиновидное. Вершины листьев заострённые и даже остроконечные.
Листья на длинных побегах более крупные, яйцевидно-продолговатые, длиной 10—20 см, в основании обычно слегка сердцевидные. 
Мужская сережка 5—6 см длиной, с цветками несущими 30—35  тычинок. Женские сережки 4—5 см.
Плод яйцевидная коробочка, размером 6—9 мм, (2 или) 3- или 4-клапанные. 
Цветение проходит с марта по май. Плодоношение длится с мая по июль. 
Кариотип: 2n = 38, 40.

## Значение и применение
Вид активно применялся при получении новых гибридов Научно-исследовательским институтом лесного хозяйства в Пекине.
В культуре растение размножается семенами и черенками.
В питомниках сеянцы обычно выращивают два года, на постоянное место посадки побеги перенося преимущественно весной.
В КНР растение высаживают вдоль дорог, вокруг зданий и по берегам водохранилищ, может использоваться в защитных лесопосадках.
Деревья этого вида пригодны для борьбы с расширением пустынь.

## Таксономия
Populus cathayana Rehder, Journal of the Arnold Arboretum 12(1): 59–63 (1931)
Тип: China: Sichuan: Fei yueh ling, Ching chi hsien, 2100-2750 ft. May 1908. E.H.Wilson 1432.
Голотип: Arnold Arboretum Herbarium

### Разновидности
- Populus cathayana var. latifolia (Z.Wang & C.Y.Yu) Z.Wang & S.L.Tung, Fl. Reipubl. Popularis Sin. 20(2): 32 (1984)
- Populus cathayana var. pedicellata Z.Wang & S.L.Tung, Bull. Bot. Res., Harbin 2(2): 117 (1982)
- Populus cathayana var. pendula T.B.Chao, Fl. Henan 1: 184 (1981)